# Watashitachi no kyōkasho
Watashitachi no kyōkasho (わたしたちの教科書) est un drama japonais en douze épisodes de 45 minutes, diffusé du 12 avril au 26 juin 2007 sur la chaîne Fuji TV.
La chanson du générique est Water Me par Bonnie Pink. Miho Kanno recevra le prix de la meilleure actrice pour ce rôle aux 53e Television Drama Academy Awards. La série sort en DVD en octobre 2007, et est diffusée aux États-Unis sur la chaîne AZN Television (en).

## Synopsis
Asuka Aizawa est une collégienne très brillante malgré ses absences répétées à l'école.
Kaji, un professeur remplaçant, vient d'être transféré à l'école de Asuka. Il se lie rapidement d'amitié avec la jeune-fille qui n'a pas une vie facile et la persuade de venir à l'école ponctuellement. Elle vient de rentrer au collège une violente bagarre éclate alors que tous les élèves se trouvent réunis dans la cour pour assister à altercation Asuka tombe de la fenêtre de sa classe. L'école conclut très vite au suicide.
Mais avec l'aide d'une avocate, Tamako Tsumiki, Kaji découvrira que la jeune fille était victime d'Ijime. Accident ou meurtre ? Tamako et Kaji feront tout pour le découvrir.

## Distribution
- Miho Kanno : Tsumiki Tamako
- Atsushi Itō (en) : Kachi Kohei
- Shosuke Tanihara : Seri Naoyuki
- Mirai Shida : Aizawa Asuka
- Yoko Maki : Oshiro Saki
- Jun Fubuki : Amagi Masumi
- Wakana Sakai : Yoshikoshi Nozomi
- Kôji Ôkura : Toita Atsuhiko
- Jiro Sato : Kumazawa Shigeichi
- Hiro Mizushima : Yahata Daisuke
- Yasuyuki Maekawa : Uda Masashi
- Shunji Igarashi (en) : Amagi Otoya
- Miwako Ichikawa : Misawa Akiko